# Tjastnyj detektiv, ili Operatsija Kooperatsija
Tjastnyj detektiv, ili Operatsija Kooperatsija (russisk: Частный детектив, или Операция «Кооперация») er en sovjetisk spillefilm fra 1990 af Leonid Gajdaj.

## Medvirkende
- Dmitrij Kharatjan – Dmitrij Puzyrev
- Irina Feofanova – Lena Pukhova
- Spartak Misjulin – Georgij Mikhajlovitj Puzyrev
- Mikhail Svetin – Ivan Ivanovitj Pukhov
- Nina Grebesjkova – Anna Petrovna Pukhova